# Skye Edwards
Skye Edwards o semplicemente Skye, pseudonimo di Shirley Klaris Yonavieve Edwards (Londra, 27 maggio 1974), è una cantante britannica.
La sua carriera musicale comincia nel 1996, anno di debutto dei Morcheeba, di cui è stata frontwoman fino al 2005. Nel 2006, ha iniziato una carriera come cantante solista pubblicando l'album Mind How You Go. Nel 2010 ritorna nei Morcheeba, per poi fondare nel 2016, assieme a Ross Godfrey il gruppo Skye and Ross.

## Biografia
Shirley Klaris Yonavieve Edwards è nata a Londra e vissuta nell'East End. Dopo il liceo, ha frequentato il London College of Fashion, dove ha studiato moda.
Prima di iniziare la sua carriera musicale, Shirley decise di adottare come nome d'arte Skye, formato dall'acronimo del suo nome (Shirley Klaris Yonavieve Edwards).

### Morcheeba e Skye and Ross
Skye assieme a Paul e Ross Godfrey, nel 1995, fonda il gruppo musicale Morcheeba. La band ha pubblicato quattro album: Who Can You Trust? (1996), Big Calm (1998), Fragments of Freedom (2000) e Charango (2002) e, nel 2003, un greatest hits intotolato Parts of the Process (The Very Best of Morcheeba), a cui seguirà un tour mondiale. Concluso il tour, Skye viene estromessa dal gruppo nel 2004 a causa di divergenze con gli altri componenti della band che la sostituiranno con la cantante Daisy Martey.
Nel 2010, Skye rientra a far parte dei Morcheeba, tornando ad esibirsi con loro a partire dal 9 aprile. In seguito alla riunione, il gruppo pubblica l'album Blood Like Lemonade, seguito da Head Up High nel 2013.
Nel 2016, Skye e Ross Godfrey fondano un nuovo gruppo diventando Skye and Ross, a causa dell'abbandono di Paul pubblicando l'album Skye & Ross.

### Carriera solista
Nel 1997 Skye decide di prendere parte alla raccolta fondi per l'UNICEF cantando il brano Perfect Day, per avere anche l'occasione di duettare con altri artisti affermati della scena musicale come Lou Reed, Bono, David Bowie, Elton John ed altri. Il singolo vende circa 1 milione di copie e si classifica in prima posizione per tre settimane nella classifica inglese.
L'anno successivo, Skye collabora con la cantante italiana Alice duettando nel singolo Open Your Eyes, contenuto nell'album di quest'ultima Exit, ottenendo riscontri positivi sia dal pubblico che dalla critica; nel 2003, duetta con Ace, il chitarrista degli Skunk Anansie, nel brano Prisioner, per l'album Still Hungry.
Nel 2004, Skye entra nel supergruppo occasionale Band Aid 20, assieme ad altre popstar di successo tra cui Bono, Chris Martin, Dido, Paul McCartney, Robbie Williams e molti altri, con cui incide il brano Do They Know It's Christmas?, i cui profitti vengono date in beneficenza per combattere la fame del mondo in Sudan, attraverso Children in Need.
Il 27 febbraio 2006 la cantante inglese pubblica l'album Mind How You Go, il suo disco d'esordio come solista, prodotto da Patrick Leonard, da cui è stato estratto il singolo Love Show, hit radiofonica in tutta Europa che si posiziona ai primi posti in classifica in Italia, Francia, Polonia e Svizzera, a cui seguono What's Wrong With Me? e Tell Me About Your Day. In merito all'album, Skye ha dichiarato:

Sempre nello stesso anno la cantante incide altri due album, il primo, edito il 4 luglio 2006 è intitolato What's Wrong With Me: The Remixes, appunto un album di remix contenente sette rifacimenti inediti del singolo What's Wrong With Me?, mentre il 21 novembre 2006 viene pubblicato l'album dal vivo Skye Live At KCRW, registrato alla stazione radio KCRW, di Santa Monica in California e, l'anno successivo, intraprende un tour negli Stati Uniti, introducendo anche alcuni concerti di Ziggy Marley.

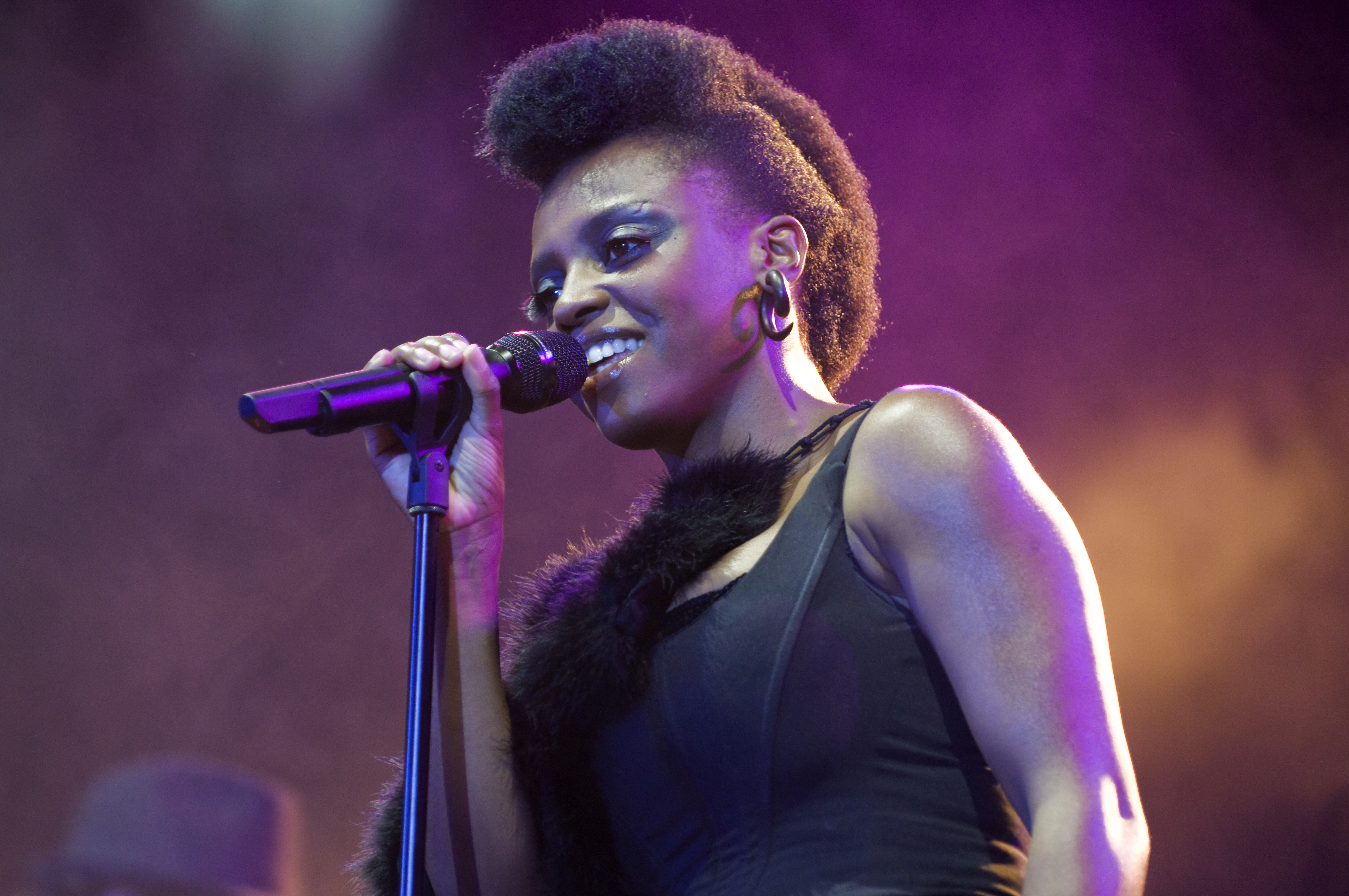
Skye in concerto nel 2008.

Dopo un anno di pausa, assieme ad altre otto cantanti, tra cui Juliette Lewis, Yael Naim, Cibelle e Nadéah, incide l'album Hollywood, Mon Amour, una raccolta di cover che viene pubblicata il 27 settembre 2008. Nel disco, Skye reinterpreta Call Me dei Blondie, pubblicata anche come singolo, e A View To A Kill dei Duran Duran.
Nell'ottobre del 2009, Skye ha pubblicato il suo secondo album Keeping Secrets, prodotto da Grace Jones e venduto con un'etichetta discografica indipendente fondata da lei: la Skyewards Recordings; introdotto dal singolo I Believe, il disco ottiene un buon riscontro sia dalla critica che dal pubblico. In seguito all'uscita dell'album, la cantante ha intraptreso un tour in Europa chiamato "The Keeping Secrets Tour" durato diverse settimane.
Dopo tre anni, Skye torna sulla scena musicale con un terzo album Back to Now che viene pubblicato il 29 ottobre 2012. Per promuovere l'album in Italia, la cantante ha preso parte alla finale della sesta edizione del talent show X Factor in qualità di ospite, dove ha presentato il singolo Featherlight. In seguito all'esperienza di ospite al programma, Skye in un'intervista su Sky Italia ha dichiarato:
Il 16 febbraio dello stesso anno è stata ospite al 62º Festival della Canzone Italiana di Sanremo, in occasione della giornata a tema "Viva l'Italia nel mondo!": sul palco del Teatro Ariston ha duettato con Nina Zilli in Never Never Never, versione in inglese di Grande, grande, grande di Mina, e in Rome Wasn't Built in a Day dei Morcheeba. Il 15 dicembre 2012, prende parte al Concerto di Natale 2012, dove canta Love Show per poi duettare con Annalisa con la quale si esibisce in Have Yourself a Merry Little Christmas di Judy Garland.
Il 6 novembre 2015, Skye pubblica l'album In a Low Light, dichiarando:

### Vita privata
Skye Edwards è sposata con il bassista scozzese Steve Gordon con il quale ha avuto tre figli.

## Discografia

### Da solista

#### Album in studio
- 2006 – Mind How You Go
- 2009 – Keeping Secrets
- 2012 – Back to Now
- 2015 – In a Low Light

#### Album dal vivo
- 2006 – Skye Live At KCRW

#### Album di remix
- 2006 – What's Wrong With Me: The Remixes

#### Singoli
- 2006 – Love Show
- 2006 – What's Wrong With Me?
- 2006 – Tell Me About Your Day
- 2006 – Feel Good Inc
- 2009 – I Believe
- 2012 – Featherlight

### Con i Morcheeba

#### Album in studio
- 1996 – Who Can You Trust?
- 1998 – Big Calm
- 2000 – Fragments of Freedom
- 2002 – Charango
- 2010 – Blood Like Lemonade
- 2013 – Head Up High
- 2018 – Blaze Away

#### Raccolte
- 2003 – Parts of the Process (The Very Best of Morcheeba)
- 2005 – The Platinum Collection
- 2005 – Get Mashed (by Kool DJ Klear)

#### Album live
- 1998 – La Boule Noire

### Con Skye and Ross

#### Album in studio
- 2016 – Skye and Ross

### Collaborazioni
- 1997 – Perfect Day con vari artisti per beneficenza
- 1998 – Open Your Eyes con Alice dall'album Exit
- 2003 – Prisoner con Ace dall'album Still Hungry
- 2004 – Do They Know It's Christmas? con Band Aid 20
- 2008 – Hollywood, Mon Amour con vari artisti
- 2012 – Grande, grande, grande dal vivo con Nina Zilli
- 2012 – Rome Wasn't Built in a Day dal vivo con Nina Zilli
- 2012 – Rome Wasn't Built in a Day dal vivo con Davide Merlini
- 2012 – Have Yourself a Merry Little Christmas dal vivo con Annalisa
- 2013 – 3's & 7's con Olivier Libaux dall'album Uncovered Queens of the Stone Age